# Greg Hetson
Greg Hetson   (Brooklyn, 29 de juny de 1961) és un músic estatunidenc conegut per ser el guitarrista de Circle Jerks i Bad Religion (1984-2013).

## Biografia
Nascut al barri de Brooklyn, Hetson va anar a viure a Los Angeles amb la seva família quan tenia dos anys. Va començar en el món del punk tocant a Redd Kross, una banda de punk rock i rock alternatiu californiana, que va abandonar el 1980 per a dedicar-se a l'altra banda que havia format un any abans, Circle Jerks, juntament amb el cantant de Black Flag, Keith Morris.
El 1980 van publicar el seu primer àlbum, Group Sex, al que seguiren dos més fins al 1983, Wild in the Streets i Golden Shower of Hits. Durant aquell any la banda no grava cap àlbum i el 1984 Hetson participa amb Bad Religion en l'enregistrament de l'EP Back to the Known i el 1982 també fa un solo de guitarra al tema Part III, de How Could Hell Be Any Worse?', disc de debut de Bad Religion. Hetson continuà amb Circle Jerks gravant dos àlbums més, Wonderful i VI, des de 1984 fins a 1989, any que es va produir un recés en la banda que duraria 5 anys.
Un any abans de la momentània aturada dels Circle Jerks, Hetson havia participat, ja com a membre oficial de Bad Religion, en l'enregistrament de Suffer, primer disc de Bad Religion des de la seva ruptura el 1986. El 1994 Hetson va tornar a Circle Jerks després que els altres membres acordessin entrar als estudis, tot i que Hetson no abandonà Bad Religion i compatibilitzà ambdós projectes. A Bad Religion fou un dels dos guitarristes de la banda californiana, juntament amb Brett Gurewitz o amb Brian Baker.
Va formar també, el 2006, un altre grup anomenat Black President al costat del guitarrista de Goldfinger, Charlie Paulson. Toca, al mateix temps, en altre grup anomenat Punk Rock Karaoke, amb el guitarrista Eric Melvin de NOFX. L'any 2018 va acompanyar Marky Ramone en la seva gira europea.